# Trendon Watford
Trendon Watford (Birmingham, 9 novembre 2000) è un cestista statunitense, professionista nella NBA.

## Biografia
È il fratello minore di Christian Watford, anch'egli cestista.

## Statistiche

### NCAA
| Anno      | Squadra    | PG | PT | MP   | TC%  | 3P%  | TL%  | RP  | AP  | PRP | SP  | PP   |
| --------- | ---------- | -- | -- | ---- | ---- | ---- | ---- | --- | --- | --- | --- | ---- |
| 2019-2020 | LSU Tigers | 31 | 30 | 31,5 | 48,9 | 26,9 | 67,4 | 7,2 | 1,7 | 0,9 | 0,7 | 13,6 |
| 2020-2021 | LSU Tigers | 28 | 28 | 34,6 | 48,0 | 31,6 | 65,1 | 7,4 | 2,9 | 1,1 | 0,6 | 16,3 |
| Carriera  | Carriera   | 59 | 58 | 33,0 | 48,4 | 29,0 | 66,2 | 7,3 | 2,3 | 1,0 | 0,7 | 14,9 |

#### Massimi in carriera
- Massimo di punti: 30 vs Alabama (14 marzo 2021)[2]
- Massimo di rimbalzi: 15 vs Alabama (29 gennaio 2020)
- Massimo di assist: 9 vs Southern Illinois-Edwardsville (26 novembre 2020)
- Massimo di palle rubate: 3 (7 volte)
- Massimo di stoppate: 3 vs Michigan (22 marzo 2021)
- Massimo di minuti giocati: 41 vs Texas A&M (14 gennaio 2020)

### NBA

#### Regular Season
| Anno      | Squadra             | PG  | PT | MP   | TC%  | 3P%  | TL%  | RP  | AP  | PRP | SP  | PP   |
| --------- | ------------------- | --- | -- | ---- | ---- | ---- | ---- | --- | --- | --- | --- | ---- |
| 2021-2022 | Portland T. Blazers | 48  | 10 | 18,1 | 53,2 | 23,7 | 75,5 | 4,1 | 1,7 | 0,5 | 0,6 | 7,6  |
| 2022-2023 | Portland T. Blazers | 62  | 12 | 19,1 | 56,0 | 39,1 | 72,0 | 3,8 | 2,1 | 0,5 | 0,2 | 7,4  |
| 2023-2024 | Brooklyn Nets       | 63  | 2  | 13,6 | 52,7 | 39,7 | 79,4 | 3,1 | 1,3 | 0,4 | 0,3 | 6,9  |
| 2024-2025 | Brooklyn Nets       | 44  | 6  | 20,8 | 46,9 | 33,0 | 76,2 | 3,6 | 2,6 | 0,6 | 0,3 | 10,2 |
| Carriera  | Carriera            | 217 | 30 | 17,6 | 52,0 | 34,9 | 75,8 | 3,6 | 1,9 | 0,5 | 0,3 | 7,9  |

#### Massimi in carriera
- Massimo di punti: 27 vs Washington Wizards (12 marzo 2022)[3]
- Massimo di rimbalzi: 14 (2 volte)
- Massimo di assist: 8 vs Boston Celtics (17 marzo 2023)
- Massimo di palle rubate: 3 (4 volte)
- Massimo di stoppate: 4 vs Atlanta Hawks (14 marzo 2022)
- Massimo di minuti giocati: 40 vs New York Knicks (14 marzo 2023)

## Palmarès
- McDonald's All-American (2019)